# Glossodoris tura
Glossodoris tura är en snäckart som först beskrevs av Ernst Marcus 1967.  Glossodoris tura ingår i släktet Glossodoris och familjen Chromodorididae. Inga underarter finns listade i Catalogue of Life.